# 教興寺 (八尾市の地名)
教興寺（きょうこうじ）は、大阪府八尾市の地名。現行行政地名は教興寺一丁目から教興寺七丁目と大字教興寺。住居表示は未実施。

## 歴史
令制国一覧 > 畿内 > 河内国 > 高安郡 > 教興寺村
地名の由来は当地にある真言律宗別格本山である教興寺に因る。鎌倉時代に西大寺の叡尊が河内国と西大寺を行き来した際に東の信貴山越を通っていたといわれている。叡尊は当時荒れ果てていた教興寺の復興を行い、中興の祖となっている。
この地は、南北朝時代から戦国時代にかけて幾度かの合戦の舞台となっている。建武4年/延元2年（1337年）に北朝軍の総大将・細川顕氏が天王寺から八尾を経て教興寺に入り、石川郡東条へ向かっている。翌暦応元年/延元3年（1338年）に南朝方の高木遠盛が高安にあった北朝軍の陣を焼き払っており、北朝軍の陣はこの辺りにあったとされる。永禄5年（1562年）にここに陣を敷いた河内国守護畠山高政と三好義興・松永久秀の軍勢との合戦となり、教興寺や周辺に戦火がおよんでいる（教興寺の戦い）。
正保郷帳の写しとされる河内国一国村高控帳では石高は黒谷村の分に含まれている。元文2年（1737年）の河内国石高帳では310石余。うち200石余が備中岡田藩支配地分、残りは幾度か支配者が変わり、寛文9年（1669年）に淀藩領となり幕末に至っている。明治以降の市町村制施行で南高安村の大字となる。昭和47年（1972年）の現住所表記施行時に黒谷地区とともに域内が整理され、大阪外環状線の東が教興寺、それより西は高安町北、高安町南に整理された。

## 地理
当地は高安山の麓の傾斜地に位置し、東は飛び地で大字黒谷と入り組んでおり、地域は高安山頂近くに達する。かつて低地部の耕作地は旧大字黒谷と複雑に入り組んでおり、その地域は恩智川を越えて近鉄高安駅付近まで達していた。また、府道山本黒谷線は終点が現在は教興寺2丁目であるが、東高野街道（国道170号線）との四つ辻の登記上の所在地がかつては大字黒谷で、名称の由来でもある。
6丁目、7丁目辺りが旧村落地域。概ね市街地化が進んでいるが、1丁目、2丁目は生産緑地地区となっている。

## 世帯数と人口
2020年（令和2年）3月31日現在（八尾市発表）の世帯数と人口は以下の通りである。
| 大字・丁目           | 世帯数    | 人口    |
| -------------------- | --------- | ------- |
| 教興寺・教興寺一丁目 | 187世帯   | 472人   |
| 教興寺二丁目         | 128世帯   | 305人   |
| 教興寺三丁目         | 162世帯   | 337人   |
| 教興寺四丁目         | 122世帯   | 273人   |
| 教興寺五丁目         | 223世帯   | 448人   |
| 教興寺六丁目         | 86世帯    | 217人   |
| 教興寺七丁目         | 110世帯   | 268人   |
| 計                   | 1,018世帯 | 2,320人 |

### 人口の変遷
国勢調査による人口の推移。
| 1995年（平成7年）  | 2,448人 | [ 5 ] |  |
| 2000年（平成12年） | 2,353人 | [ 6 ] |  |
| 2005年（平成17年） | 2,191人 | [ 7 ] |  |
| 2010年（平成22年） | 2,276人 | [ 8 ] |  |
| 2015年（平成27年） | 2,223人 | [ 9 ] |  |

### 世帯数の変遷
国勢調査による世帯数の推移。
| 1995年（平成7年）  | 809世帯 | [ 5 ] |  |
| 2000年（平成12年） | 835世帯 | [ 6 ] |  |
| 2005年（平成17年） | 837世帯 | [ 7 ] |  |
| 2010年（平成22年） | 890世帯 | [ 8 ] |  |
| 2015年（平成27年） | 867世帯 | [ 9 ] |  |

## 学区
市立小・中学校に通う場合、学区は以下の通りとなる（2020年5月時点）。
| 大字・丁目   | 番   | 小学校               | 中学校               |
| ------------ | ---- | -------------------- | -------------------- |
| 教興寺       | 全域 | 八尾市立南高安小学校 | 八尾市立南高安中学校 |
| 教興寺一丁目 | 全域 | 八尾市立南高安小学校 | 八尾市立南高安中学校 |
| 教興寺二丁目 | 全域 | 八尾市立南高安小学校 | 八尾市立南高安中学校 |
| 教興寺三丁目 | 全域 | 八尾市立南高安小学校 | 八尾市立南高安中学校 |
| 教興寺四丁目 | 全域 | 八尾市立南高安小学校 | 八尾市立南高安中学校 |
| 教興寺五丁目 | 全域 | 八尾市立南高安小学校 | 八尾市立南高安中学校 |
| 教興寺六丁目 | 全域 | 八尾市立南高安小学校 | 八尾市立南高安中学校 |
| 教興寺七丁目 | 全域 | 八尾市立南高安小学校 | 八尾市立南高安中学校 |

## 事業所
2016年（平成28年）現在の経済センサス調査による事業所数と従業員数は以下の通りである。
| 大字・丁目   | 事業所数 | 従業員数 |
| ------------ | -------- | -------- |
| 教興寺       | 3事業所  | 15人     |
| 教興寺一丁目 | 10事業所 | 156人    |
| 教興寺二丁目 | 6事業所  | 20人     |
| 教興寺三丁目 | 10事業所 | 94人     |
| 教興寺四丁目 | 4事業所  | 23人     |
| 教興寺五丁目 | 11事業所 | 44人     |
| 教興寺六丁目 | 3事業所  | 16人     |
| 教興寺七丁目 | 16事業所 | 36人     |
| 計           | 63事業所 | 404人    |

## 施設
- 教興寺
真言律宗別格本山で、創建は飛鳥時代に遡る。
- 天理教高安大教会
- 大通寺
もとは近くにある教興寺の一坊・塔頭寺院であったが、元禄年間に融通念仏宗の末寺として中興。境内にお初徳兵衛供養墓がある。
- 天照大神高座神社・岩戸神社
式内大社で、いわゆる「岩谷弁財天」として知られている。
- 梅岩寺

黄檗宗の寺院で山号は寿福山。聖徳太子の開基と伝えられ、日本で最も古い寺院の一つとされる。
- 八尾教興寺郵便局

## 交通
主要道路
- 国道170号線（大阪外環状線、東高野街道）
- 大阪府道181号山本黒谷線

## その他

### 日本郵便
- 郵便番号 : 581-0874[2]（集配局：八尾郵便局[12]）。